# Consulta ciudadana de Unidad Constituyente de 2021

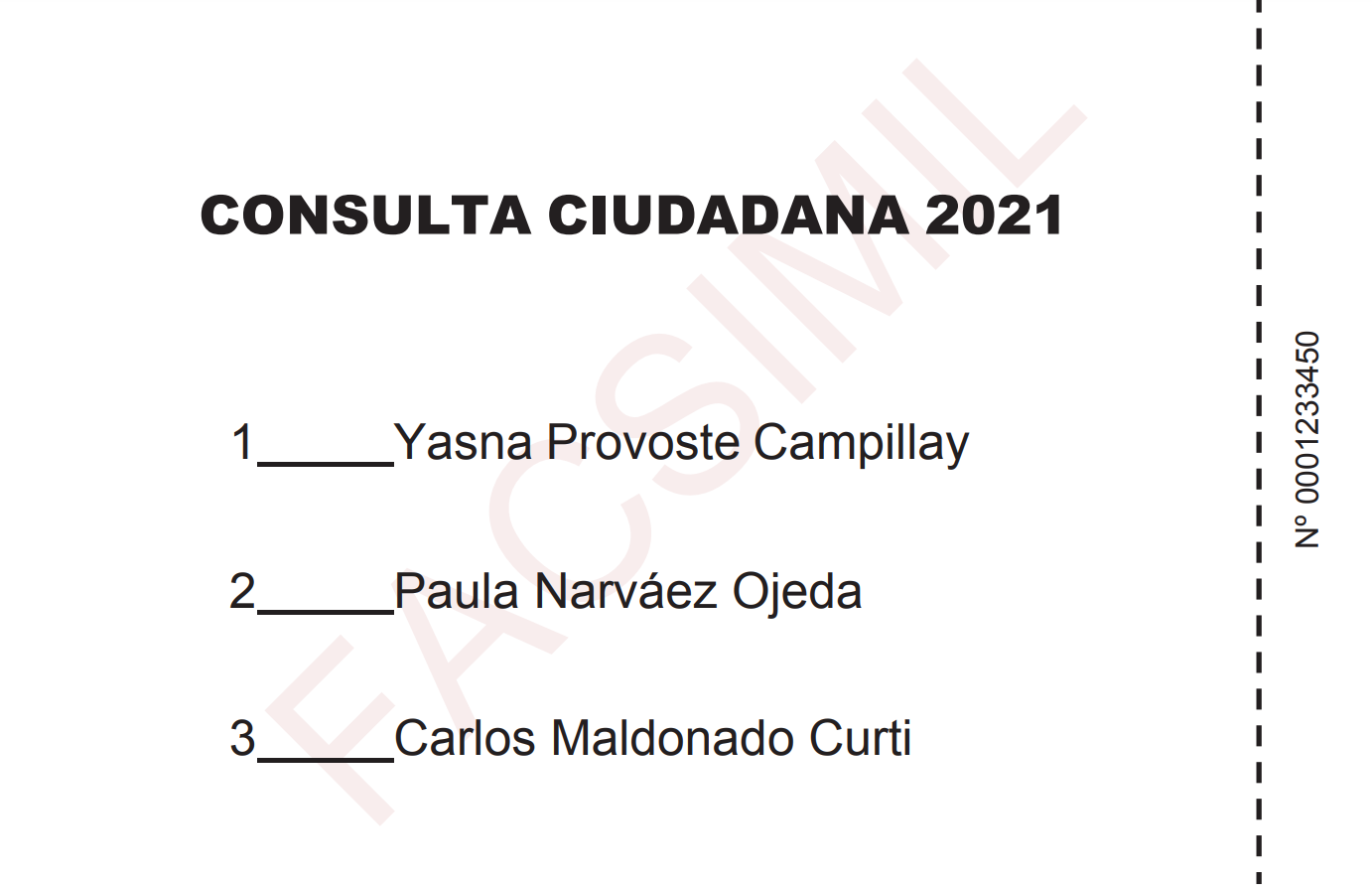
Facsímil del voto utilizado en la consulta.

La consulta ciudadana de Unidad Constituyente del año 2021 fue el método de elección de la candidatura presidencial del pacto Unidad Constituyente, realizado el 21 de agosto de 2021. La elección fue organizada por los partidos Demócrata Cristiano, Radical, Socialista, Por la Democracia, Progresista, Ciudadanos y Liberal, además del movimiento Nuevo Trato e independientes de centroizquierda y de izquierda, para elegir a su representante en la elección presidencial chilena, que se realizó en noviembre de ese año.
La elección fue convocada luego que los partidos de Unidad Constituyente no pudieran inscribir una elección primaria –regulada por ley– ante el Servicio Electoral (Servel), cuestión que sí lograron concretar los pactos Apruebo Dignidad y Chile Vamos, cuyas primarias se realizaron el 18 de julio. De hecho, la denominación de «consulta ciudadana» fue elegida ante la imposibilidad legal de usar el nombre de «primaria», exclusivo para los procesos electorales organizados por el Servel.
Los precandidatos que participaron en la consulta fueron la democratacristiana Yasna Provoste, la socialista Paula Narváez y el radical Carlos Maldonado. En la consulta, donde participaron alrededor de 150 mil ciudadanos, Yasna Provoste resultó vencedora con un 60% de los votos, por tanto, el 23 de agosto fue inscrita su candidatura presidencial ante el Servel como representante de Unidad Constituyente.
Fue la primera consulta o primaria convencional que la centroizquierda organiza desde la vigencia de la ley de primarias, promulgada en 2012. La Concertación de Partidos por la Democracia, que agrupaba a varios de los partidos de Unidad Constituyente, tiene antecedentes de haber realizado este tipo de elecciones para las presidenciales de 1993, 1999 y 2009.

## Antecedentes
Tras la inscripción de primarias para gobernadores regionales, los partidos de la centroizquierda lograron unirse en un bloque único, el que luego replicaron en las elecciones de convencionales constituyentes bajo el nombre de La Lista del Apruebo.
Durante los meses siguientes los partidos políticos fueron eligiendo a sus respectivos presidenciables:
- Ciudadanos: El partido evaluó inicialmente la posibilidad de presentar al exministro y precandidato presidencial de 2013, Andrés Velasco, a las primarias del pacto.[6] En abril de 2021, sin embargo, abandonaron dicha opción y evaluaron apoyar a Ximena Rincón (PDC) o Heraldo Muñoz (PPD) en la primaria presidencial.[7] Ciudadanos, finalmente, no apoyó ninguna candidatura y fue el único partido que expresamente se negó a participar en una primaria amplia que pudiera incorporar al Partido Comunista o al Humanista.[8] A mediados de julio, la del partido, Juventud Ciudadanos, manifestó su apoyo a una eventual candidatura de la senadora DC Yasna Provoste, apelando a una candidatura única y exclusiva de Unidad Constituyente.[9] El 5 de agosto, días antes de la primaria, oficializaron su apoyo a Yasna Provoste.[10]
- Partido Demócrata Cristiano: La senadora Ximena Rincón fue nominada como candidata del partido tras ganar en las primarias realizadas entre militantes del PDC, derrotando al exministro y exalcalde Alberto Undurraga. La senadora obtuvo cerca del 62% de los votos, de un total de 25.000 sufragios registrados.[11] Pero finalmente la candidatura no prosperó en encuestas y apoyo ciudadano; meses después la DC proclamó a Yasna Provoste el 23 de julio como abanderada presidencial. Previo a la nominación oficial, fueron evaluados los nombres de la exsenadora Carmen Frei y el senador Francisco Huenchumilla.[12][13]
- Partido Liberal: Aunque no formó parte inicialmente de Unidad Constituyente, el Partido Liberal se acercó a los partidos de este conglomerado luego de su salida del Frente Amplio en diciembre de 2020 tras conformar la plataforma “Nuevo Trato” junto a algunos políticos independientes de la antigua Nueva Mayoría, diputados que renunciaron a Revolución Democrática e independientes. El 10 de abril de 2021, el consejo general del partido anunció que llevaría adelante una precandidatura presidencial, anunciando el 13 de abril siguiente al diputado Pablo Vidal como candidato en conjunto con Nuevo Trato, cuestión que no prosperó al bajarse la candidatura para apoyar de esta forma a la candidata del PS, Paula Narváez.[14]
- Partido por la Democracia: El PPD realizó el 31 de enero de 2021 un proceso de primarias para elegir al candidato presidencial del partido, en las que pudieron participar tanto militantes como independientes. Los precandidatos que participaron de dicha primaria interna fueron Heraldo Muñoz, exministro de Relaciones Exteriores y presidente del partido;[15] Francisco Vidal, exministro del Interior y Defensa Nacional;[16] y Jorge Tarud, exdiputado.[17][18] Aunque en 2018 anunció estar disponible para una candidatura presidencial, el senador Ricardo Lagos Weber no se presentó a la primaria interna.[19] Con el 54% de los votos, Heraldo Muñoz fue electo como el candidato presidencial del PPD, superando al 43% de Vidal y el 3% de Tarud.[20] Finalmente la candidatura de Muñoz fue bajada para apoyar a Narváez del PS.
- Partido Progresista: El PRO evaluó presentar a las primarias a Marco Enríquez-Ominami, su fundador y candidato presidencial en las elecciones de 2009, 2013 y 2017.[6] Sin embargo, la participación de Enríquez-Ominami se veía complicada dada la investigación judicial asociada a la arista chilena del Caso OAS, que lo inhabilitó para votar en las elecciones de mayo de 2021.[21] Una vez definida la consulta ciudadana el PRO decidió restarse debido a los problemas técnicos y logísticos del acto, aunque pidió mantener la coalición y respaldar la creación de una lista única parlamentaria del conglomerado.[22]
- Partido Radical: El 23 de diciembre de 2020, el Partido Radical proclamó al presidente de la colectividad, Carlos Maldonado, como su candidato presidencial.[23]
- Partido Socialista: Para la nominación a las primarias, el PS fijó como plazo el 28 de enero de 2021, para lo cual los interesados deberán contar con el apoyo de 50 mandatarios del partido o 500 militantes.[24] La única candidatura presentada fue la de Paula Narváez, psicóloga y exministra Secretaria General de Gobierno de Chile en el segundo gobierno de Michelle Bachelet. Su candidatura surgió a través de una carta de mujeres, ciudadanos y militantes de base,[25] a la cual adhirió la expresidenta Michelle Bachelet.[26] Otras figuras del partido, como los senadores Carlos Montes y Álvaro Elizalde, rechazaron participar de los comicios pese a la solicitud de varios militantes del partido.[27][28] Previamente, algunos militantes como el exministro Máximo Pacheco,[13] el economista Óscar Landerretche[29] y el diputado Manuel Monsalve indicaron su interés en una eventual candidatura.[30] Pese a su figuración en encuestas, la expresidenta Michelle Bachelet rechazó cualquier postulación a una tercera presidencia.[31] Finalmente, el 28 de enero, el pleno del comité central del Partido Socialista proclamó, de manera unánime, a Paula Narváez como candidata presidencial del PS.[32][33]

Los diferentes partidos que conformaban Unidad Constituyente indicaron en diferentes ocasiones su interés a realizar primarias entre ellos, pero tenían diferencias respecto a la posibilidad de realizar una «primaria abierta» que incluyera a otras fuerzas políticas de la oposición, como el Frente Amplio, el Partido Comunista y el Partido Humanistas. En particular, Ciudadanos rechazó cualquier tipo de acercamiento, mientras algunos miembros del PPD y el PDC también lo indicaron. En paralelo, el Partido Socialista y el Partido por la Democracia indicaron intenciones de realizar una pre-primaria entre sus candidatos Heraldo Muñoz y Paula Narváez, con el fin de tener un candidato socialdemócrata único en las primarias. Las tratativas, sin embargo, no pudieron concretarse.
El 19 de mayo de 2021, jornada límite para la inscripción de primarias legales en el Servel, el Partido Socialista avanzó en negociaciones para avanzar en un pacto con el Frente Amplio y Chile Digno, el que finalmente no prosperó. El resto de las colectividades tampoco alcanzaron en un acuerdo para concretar un pacto legal. Todos estos movimientos desordenaron el panorama de los partidos y de las propias candidaturas, ya que tanto Heraldo Muñoz como Ximena Rincón declinaron sus candidaturas.

## Candidatos
Se incluyen las candidaturas que fueron oficializadas y proclamadas por algún partido de Unidad Constituyente. Están presentados en el orden en que aparecieron en la papeleta:
| Nombre | Nombre                | Apoyos políticos | Candidatura | Eslogan                |
| ------ | --------------------- | ---------------- | --- | ---------------------- |
|        | Yasna Provoste (PDC)  | PDC CIU          | Profesora. Fue gobernadora de la provincia de Huasco (1997-2001) e intendenta de la Región de Atacama (2001-2004). Se desempeñó como ministra de Planificación durante el gobierno de Ricardo Lagos Escobar (2005-2006). En 2006 fue nombrada como ministra de Educación por la presidenta Michelle Bachelet, cargo que debió dejar en 2008 luego que se aprobara una acusación constitucional en su contra por el Caso Subvenciones. Tras cumplir su sanción fue elegida como diputada (2014-2018) y senadora (2018-2026). En 2021 fue elegida como presidenta del Senado. A partir de ese momento su nombre generó adhesión en el PDC, colectividad que había nombrado a Ximena Rincón como su candidata oficial anteriormente en una consulta ciudadana. Tras el retiro de Rincón y luego del fracaso de las primarias legales, Provoste decidió proclamar su candidatura el 23 de julio, en un acto en la Plaza de Armas de Vallenar. El 5 de agosto el partido Ciudadanos oficializó su apoyo a la candidata. | Ahora Yasna            |
|        | Paula Narváez (PS)    | PS PPD PLNT      | Psicóloga y exministra Secretaria General de Gobierno de Chile en el segundo gobierno de Michelle Bachelet. Su candidatura recibió el respaldo de militantes de base del socialismo como la Juventud Socialista y Mujeres PS, y de la propia Bachelet. El PS la proclamó como abanderada oficial el 28 de enero. El Partido Liberal y Nuevo Trato se sumaron a su candidatura el 19 de mayo. Durante ese mismo día recibió el respaldo del Partido por la Democracia. Narváez y el PS buscaron inscribirse en la primaria de Apruebo Dignidad, pero terminaron fuera tras acusar «vetos» por parte del Partido Comunista y de Convergencia Social a la integración del PL, NT y el PPD al comando de la candidata. | Vamos por lo imposible |
|        | Carlos Maldonado (PR) | PR               | Abogado y exministro de Justicia durante el primer gobierno de Michelle Bachelet. Fue proclamado como candidato presidencial del PR siendo presidente de dicha colectividad el 23 de diciembre de 2020. Deslizó la idea de ir directamente a la primera vuelta, finalmente aceptó ir a una consulta convencional con el resto de la centroizquierda. | Mejor Maldonado        |

## Debates
| Fecha y cadena                                                       | Lugar         | Moderador/es                                                 | P Presente S Sustituto/a A Ausente NI No invitado | P Presente S Sustituto/a A Ausente NI No invitado | P Presente S Sustituto/a A Ausente NI No invitado      |            |           |             |
| -------------------------------------------------------------------- | ------------- | ------------------------------------------------------------ | ------------------------------------------------- | ------------------------------------------------- | ------------------------------------------------------ | ---------- | --------- | ----------- |
| Fecha y cadena                                                       | Lugar         | Moderador/es                                                 |                                                   |                                                   |                                                        |            |           |             |
| Fecha y cadena                                                       | Lugar         | Moderador/es                                                 | Radio Cooperativa 2 de agosto                     | Metropolitana                                     | Verónica Franco Sergio Campos Paula Molina Roberto Saa | P Provoste | P Narváez | P Maldonado |
| Canal 13 - La Red 2 de agosto                                        | Metropolitana | Mónica Pérez Alejandra Matus Iván Valenzuela Mónica González | P Provoste                                        | P Narváez                                         | P Maldonado                                            |            |           |             |
| TVN - 24 Horas Chilevisión - CNN Chile Mega - Mega Plus 15 de agosto | Metropolitana | Constanza Santa María Macarena Pizarro Andrea Arístegui      | P Provoste                                        | P Narváez                                         | P Maldonado                                            |            |           |             |
| Radio Concierto Radio ADN Radio Futuro Radio Imagina 18 de agosto    | Metropolitana | Antonio Quinteros Constanza Santa María Mauricio Hofmann     | P Provoste                                        | P Narváez                                         | P Maldonado                                            |            |           |             |

## Resultados
El 21 de agosto de 2021, el pacto Unidad Constituyente realizó una consulta ciudadana de forma autónoma, utilizando el padrón electoral del Servel, pero no siendo organizado por éste. Se habilitaron 1300 mesas en todo el país. Los resultados fueron los siguientes:
|  | 60,8 % |

|  | 26,6 % |

|  | 12,5 % |